# 斯邁利島
斯邁利島（英語：Smyley Island）是南極洲的島嶼，位於南極半島對開海域，座標位置72°55′S 78°0′W / 72.917°S 78.000°W，島嶼長68公里、寬14至38公里，面積1,000平方公里，島上完全被冰覆蓋。在《南極條約》下，智利和英國均擱置宣稱擁有主權。

## 外部連結
- British Antarctic Survey diary （页面存档备份，存于）